# Novo Oriente do Piauí
Novo Oriente do Piauí é um município brasileiro do estado do Piauí. 
Com altitude de 235 metros, o município se localiza à latitude 06°26'57" sul e à longitude 41°56'19" oeste. Sua população estimada em 2010 era de 6 498 habitantes, distribuídos em 505,71 km² de área

## História
Novo Oriente do Piauí recebeu status de município pela lei estadual nº 2.205 de 10 de novembro de 1961, com território desmembrado de Valença do Piauí.